# Chris Seitz
Christopher (Chris) Seitz (San Luis Obispo, 12 maart 1987) is een Amerikaans voetballer die dienstdoet als doelman. Hij verruilde in 2011 Philadelphia Union voor FC Dallas.

## Clubcarrière
Seitz werd als vierde gekozen in de MLS SuperDraft 2007 door Real Salt Lake. Op 30 april 2007 maakte hij tegen Colorado Rapids zijn competitiedebuut voor Salt Lake. In 2009 werd hij verhuurd aan Cleveland City Stars en Portland Timbers. Seitz wist in drie seizoenen bij Real Salt Lake geen basisplaats te winnen en bleef slechts tweede keus achter Nick Rimando. Op 25 november 2009 werd hij naar Philadelphia Union gestuurd. Seitz startte de eerste tweeëntwintig competitiewedstrijden in de basis voor Philadelphia maar werd later vervangen voor Brad Knighton. Gemiddeld kreeg hij bij Philadelphia 1,80 doelpunten per wedstrijd tegen, het slechtste gemiddelde uit de hele competitie.
Philadelphia Union besloot aan het einde van het seizoen zijn contract niet te verlengen waarna Seitz deelnam aan de MLS Re-Entry Draft 2010. In die draft werd hij gekozen door Seattle Sounders die hem vervolgens direct naar FC Dallas stuurde inruil voor een keuze in de vierde ronde van de MLS SuperDraft 2012. Op 23 oktober 2011 maakte hij tegen San Jose Earthquakes zijn debuut voor Dallas. Dat was ook direct de enige competitiewedstrijd die hij dat seizoen voor Dallas speelde. In 2012 speelde hij vervolgens in vier competitiewedstrijden en in 2013 in acht competitiewedstrijden. Aan het begin van het seizoen in 2014 kreeg Seitz een basisplaats door een blessure van de Peruviaanse doelman Raúl Fernández.
2 Munjoma ·
3 Martínez ·
4 Bressan ·
5 Quignón ·
6 Cerrillo ·
7 Obrien ·
8 Acosta ·
9 Ferreira ·
10 Ricaurte ·
11 Schön ·
12 Hollingshead ·
14 Burgess ·
16 Pepi ·
17 Vargas ·
18 Servania ·
19 Pomykal ·
20 Maurer ·
21 ElMedkhar ·
22 Twumasi ·
24 Hedges ·
25 Smith ·
26 Nelson ·
28 Redžić ·
29 Jara ·
30 Zobeck ·
31 Sealy ·
32 Che ·
80 Hernandez ·
99 Megiolaro ·
Coach: Gonzalez
· Assistent-coach: Luccin